# 特登斯 (伊利諾伊州)
特登斯（英語：Tedens）是位於美國伊利諾伊州杜佩奇縣的一個鬼鎮。由於此地已於19世紀被荒廢，本地已無人居住。

## 地理
特登斯的座標為41°41′40″N 87°58′22″W / 41.69444°N 87.97278°W，而該地的平均海拔高度為181米（即594英尺）。